# محمد الدوسري (لاعب كرة قدم مواليد أكتوبر 1999)
محمد سلطان الدوسري، حارس مرمى سعودي، يلعب في نادي التعاون.

## مسيرة اللاعب
بدأ اللاعب في الفئات السنية في نادي الشباب و وصل للفريق الأول في عام 2019.

### برنامج الابتعاث الخارجي
انضم لبرنامج الابتعاث السعودي لكرة القدم 2019 مع مجموعة من اللاعبين للابتعاث الخارجي لاكتساب الخبرات و المشاركة أمام فرق من مختلف الدرجات في إسبانيا وغيرها من الدول الأوروبية.

### عودته من الابتعاث
عاد من الابتعاث للمشاركة مع نادي الشباب في صيف 2020 و انتقل إلى الشعلة في صيف 2021 و انتقل إلى نادي التعاون في صيف 2022.